# 索波尔图哈尔
索波尔图哈尔，是西班牙安达卢西亚自治区格拉纳达省的一个市镇。总面积14平方公里，2001年普查人口總數為249人，人口密度為每平方公里18人。